# Fehér Attila (zenész)
Fehér Attila (Budapest, 1968. április 22. –) zeneszerző, stúdió zenész, gitáros, előadóművész. Zenekarai: Clips, V.M Band, Step, Mester és Tanítványai, Fehér Csoki, R-Go, TNT, Dolly Plusssz.

## Életpályája
Zenei tanulmányait 1983-tól a Bartók Béla Zeneművészeti Konzervatórium jazz tanszakán végezte, tanára Babos Gyula volt. Már a főiskola alatt hivatásos zenésszé vált, 1983-ban csatlakozott a Clips zenekarhoz, ahol Jáky Attilát váltotta, majd 1985-1987-ig Varga Miklós zenekarának, a VM Bandnak volt tagja. 1986-ban kipróbálta magát a filmiparban is, az akkor népszerű Linda tévésorozat epizódszereplőjeként a Pop pokol című epizódban.
1987-ben alapítótagja, zeneszerzője, gitárosa és énekese volt a Step zenekarnak 1990-ig. 1990-től külföldön játszott. Előbb Innsbruckban, később Franciaországban telepedett le, ahol stúdió zenészként dolgozott. 1993-tól újra Magyarországon tartózkodott és tagja lett a Mester és tanítványai csapatnak.
1994-ben zenésztársával, Farkas Péterrel együtt csináltak egy stúdiót, ahol zenei felvételeket illetve filmes szinkron utómunkákat készítettek, közben Keresztes Ildikó zenekarával koncertezett.
1996-ban gitárosként közreműködött a Manhattan unplugged koncertjein. 1997-2000-ig ismét külföldön, Kanadában koncertezett, illetve stúdiózenészként és hangmérnökként dolgozott egy nagyobb stúdióban, melynek az új digitális felvevő rendszerét is ő tervezte meg.
2001-től ismét Magyarországon élt, csatlakozott az Inflagranti zenekarhoz, majd ezzel párhuzamosan Csokival (Nyemcsok János) megalakították a Fehér Csoki duót.
Létrehozott egy saját stúdiót, mely a mai napig működik White sonic néven.
Pályafutása során sok zenekarban session zenészként dolgozott illetve dolgozik. Többek között volt vendég előadó a Hooligans, R-Go és a TNT zenekaraiban, ez utóbbival azóta is rendszeresen fellép.
2008-ban Orbán Tamással közösen szerezte a Megasztár című tehetségkutató műsor negyedik évadának Csillagdalát.
2010-ben alapított egy három fiatalból álló formációt, a BNF-et, melynek a menedzsere és a producere is volt, 2011-ben VIVA COMET díjat nyertek. 2013-ban létrehozott egy másik csapatot MDC melynek szintén zenei producere, zeneszerzője, menedzsere. 2015-ben az újjáélesztett Step zenekar tagja, 2017-ben Jáger Gyulával csatlakoztak Dolly új csapatához a Dolly Plussszhoz, amit 2018-ban elhagyták zenekart és megalakították a Charme duót mely három év után feloszlott. 2023-tól újra a Dolly Plusssz teljes értékű tagja Dolly és Palcsó Tomi mellett szintén énekel, gitározik, valamint zeneszerzőként is hozzájárul a csapat sikereihez.

## Diszkográfia
- 1988: Step: Túl szép
- 1989: Step: Csak a jövő az új
- 2001: Fehér Csoki: Könnyek a szemedben
- 2002: Baby Gaby: Gyere haza
- 2003: Baby Gaby- Lányi Lala: Őrült szerelem
- 2004: Baby Gaby- Lányi Lala: Darabokra szakítod a szívemet
- 2004: Baby Gaby: Fáj minden szó
- 2005: Oroszlán Szonja- Bebe: Micsoda nő ez a férfi
- 2005: RTL valóságshow főcímzenéje
- 2006: Varga Feri- Balássy Betty: Egy bolond százat csinál
- 2006: Tóth Gabi: Vágyom rád
- 2007: Ez One: Pókerarc
- 2008: Bebe- Kovács Áron: Papírkutyák
- 2008: Megasztár 4: Csillagdal (Orbán Tamással közös szerzemény)
- 2009: Bebe- Bencsik Tamara: Jóban- rosszban főcímzene, reklámzene
- 2011: BNF: Éld át
- 2011: BNF: Bűnös
- 2012: BNF: Más világ
- 2013: X-Faktor döntős dala Az élet vár
- 2014: MDC: Szabadulj el
- 2014: MDC: Te se vagy más
- 2014: MDC: Maniac

## Díjai, kitüntetései
- Bebe- Oroszlán Szonja: Micsoda nő ez a férfi 2005 MAHASZ év slágere 2.
- Varga Feri- Balássy Betty: Egy bolond százat csinál 2006 MAHASZ év slágere